# Liste der Biografien/Schef
Liste der Biografien |
Portal Biografien |
Personensuche
# |
A |
B |
C |
D |
E |
F |
G |
H |
I |
J |
K |
L |
M |
N |
O |
P |
Q |
R |
S |
T |
U |
V |
W |
X |
Y |
Z |
?
 
Sa |
Sb |
Sc |
Sd |
Se |
Sf |
Sg |
Sh |
Si |
Sj |
Sk |
Sl |
Sm |
Sn |
So |
Sp |
Sq |
Sr |
Ss |
St |
Su |
Sv |
Sw |
Sy |
Sz
 
Sca–Sce |
Sch |
Sci–Scz
 
Scha |
Schc |
Schd |
Sche |
Schg |
Schi |
Schj |
Schk |
Schl |
Schm |
Schn |
Scho |
Schp |
Schr |
Schs |
Scht |
Schu |
Schv |
Schw |
Schy
 
Scheb |
Schec |
Sched |
Schee |
Schef |
Scheg |
Scheh |
Schei |
Schej |
Schek |
Schel |
Schem |
Schen |
Schep |
Scher |
Sches |
Schet |
Scheu |
Schev |
Schew |
Schex |
Schey
Die Liste der Biografien führt alle Personen auf, die in der deutschsprachigen Wikipedia einen Artikel haben. Dieses ist eine Teilliste mit 228 Einträgen von Personen, deren Namen mit den Buchstaben „Schef“ beginnt.

## Schef

### Schefb
- Schefbeck, Josef (1859–1946), deutscher Politiker (Zentrum), MdR
- Schefbeck, Otto (1900–1972), deutscher Rechtsanwalt und Politiker (CSU), MdL Bayern

### Schefc
- Schefczik, Karl (1901–1968), deutscher Heimatforscher
- Schefczik, Sibylle, österreichische Konzertpianistin
- Schefczyk, Michael (* 1967), deutscher Philosoph
- Schefczyk, Michael (* 1967), deutscher Ökonom, Wirtschaftsingenieur und Hochschullehrer

### Schefe
- Schefe, Hans (* 1937), deutscher Politiker (SPD) (Hamburg)
- Schefe, Robert (1909–1945), deutscher Jurist, SS-Führer, Gestapomitarbeiter und Täter des Holocaust
- Schefé, Victor (* 1968), deutscher Schauspieler in Theater und Fernsehen sowie SängerVictor Schefé (* 1968)

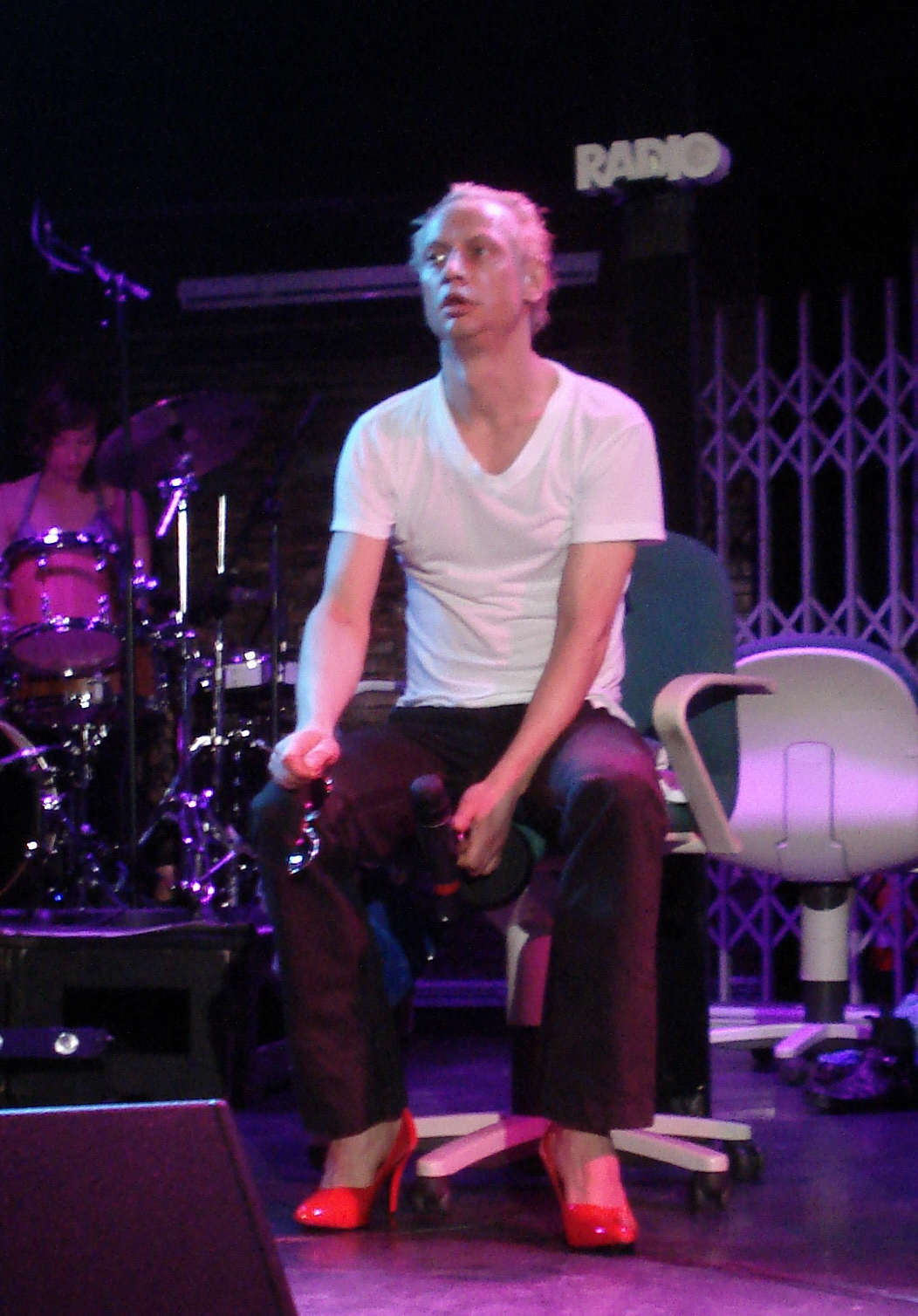
Victor Schefé (* 1968)

- Schefer, Andrei Wiktorowitsch (* 1981), russischer Eishockeyspieler
- Schéfer, Gaston (1850–1921), französischer Bibliothekar, Dramatiker, Dichter, Kunstkritiker und Schriftsteller
- Schefer, Iwan Alexejewitsch (* 1983), russischer Eiskunstläufer
- Schefer, Johann Conrad (1772–1831), Schweizer Buchbinder, Publizist und Ratschreiber
- Schefer, Johann Jakob (1822–1881), Schweizer Baumeister und Architekt
- Schefer, Johannes (1738–1799), Schweizer Gemeindepräsident, Landesseckelmeister und Landammann
- Schefer, Laurenz (1697–1772), Schweizer Unternehmer und Philanthrop
- Schefer, Leopold (1784–1862), deutscher Dichter und Komponist
- Schefer, Marc (* 1981), Schweizer Eishockeyspieler
- Schefer, Markus (* 1965), Schweizer Rechtswissenschaftler
- Schefer, Therese (1861–1907), deutsche Schriftstellerin
- Schefer-Viëtor, Gustava (1932–2016), deutsche Pädagogin, Erziehungswissenschaftlerin, Geschlechterforscherin und Feministin

### Scheff
- Scheff, Fritzi (1879–1954), österreichische Opernsängerin (Sopran) und Schauspielerin
- Scheff, Jason (* 1962), US-amerikanischer Jazzrock-Bassist
- Scheff, Jerry (* 1941), US-amerikanischer MusikerJerry Scheff (* 1941)

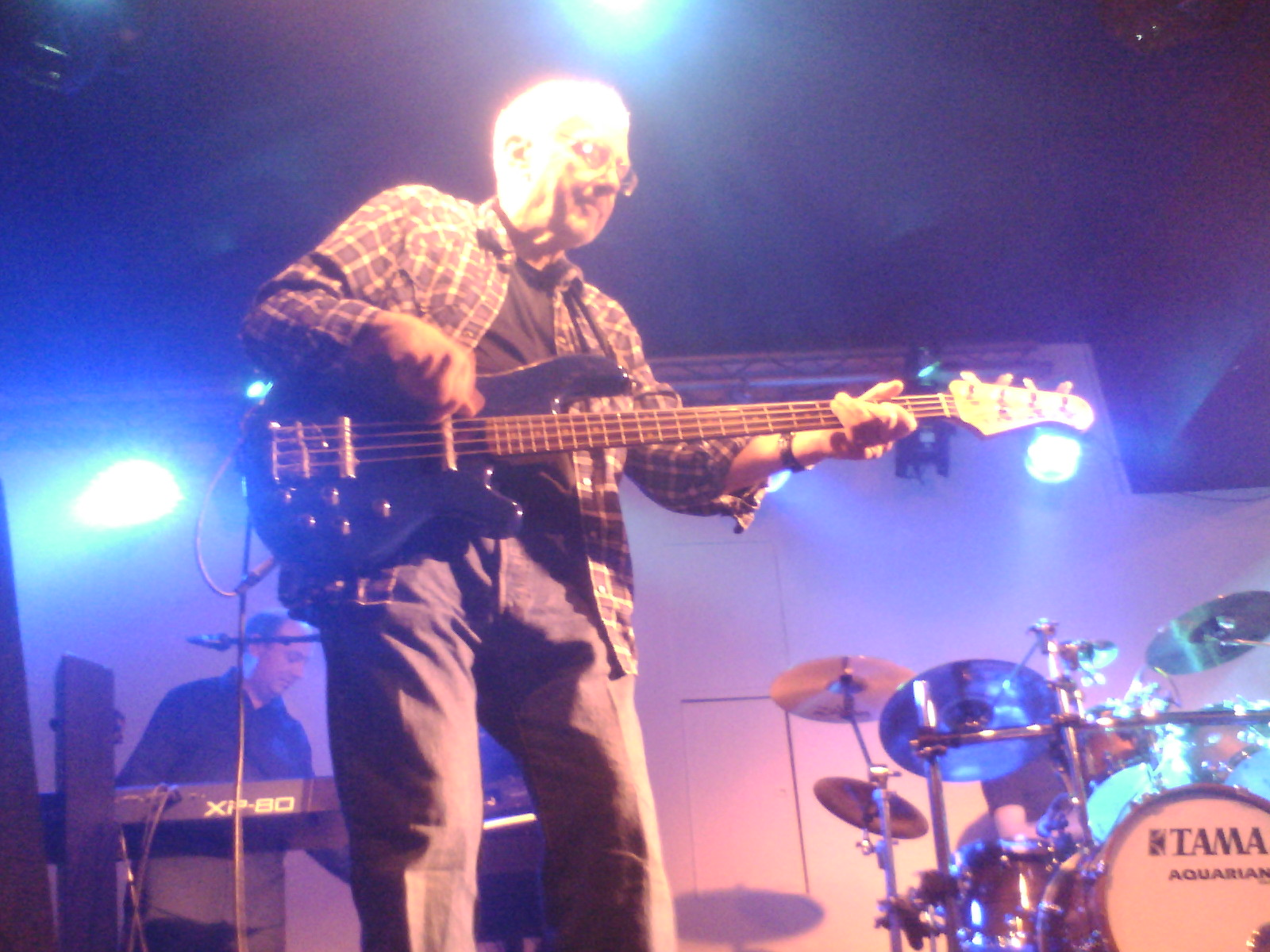
Jerry Scheff (* 1941)

- Scheff, Otto (1889–1956), österreichischer Schwimmer und Politiker (ÖVP), Abgeordneter zum Nationalrat
- Scheff, Thomas J. (* 1929), amerikanischer Soziologe
- Scheff, Werner (1888–1947), deutscher Schriftsteller und Drehbuchautor
- Scheffauer, Christina (* 1991), österreichische Leichtathletin
- Scheffauer, Georg Hermann (1878–1927), deutsch-amerikanischer Schriftsteller und Übersetzer
- Scheffauer, Philipp Jakob (1756–1808), deutscher Bildhauer
- Scheffauer, Theodor (1878–1923), österreichischer Politiker (CSP), Abgeordneter zum Nationalrat
- Scheffbuch, Rolf (1931–2012), deutscher evangelischer Theologe und Regionalbischof
- Scheffbuch, Winrich (* 1938), deutscher evangelischer Theologe
- Scheffczyk, Fabian (* 1980), deutscher Jurist, Richter am Bundesverwaltungsgericht
- Scheffczyk, Leo (1920–2005), deutscher Geistlicher, Kardinal und TheologeLeo Scheffczyk (1920–2005)

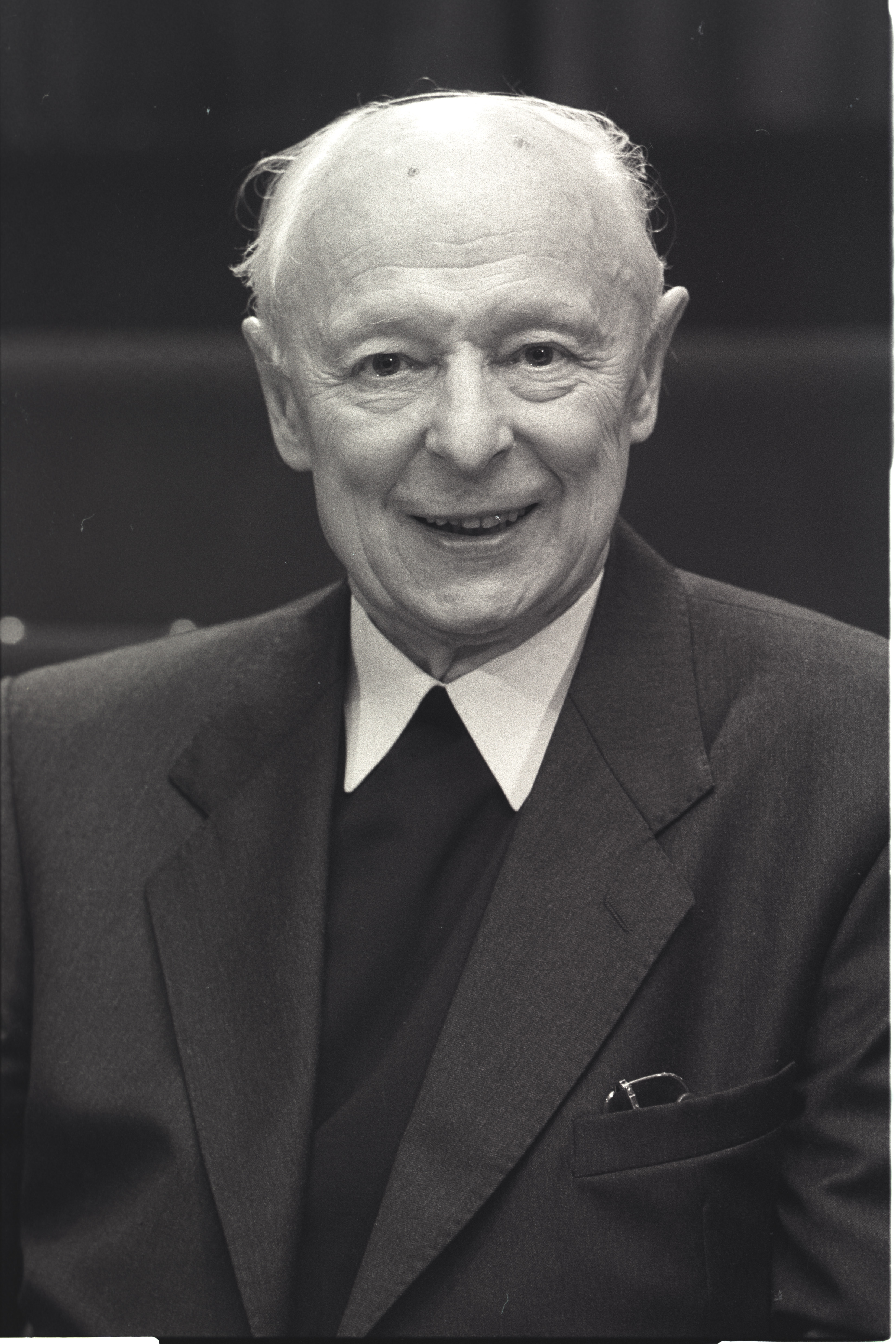
Leo Scheffczyk (1920–2005)

- Scheffczyk, Pelagia (1915–1943), polnische Fakturistin, Mitarbeiterin im polnischen Nachrichtendienst und ein Opfer der NS-Kriegsjustiz
- Scheffé, Henry (1907–1977), US-amerikanischer Statistiker
- Scheffel, André, deutscher Mikrobiologe
- Scheffel, Annika (* 1983), deutsche Autorin
- Scheffel, Christian Stephan (1693–1760), deutscher Mediziner und Botaniker
- Scheffel, Franz (1873–1967), deutscher Politiker (SPD), MdR
- Scheffel, Friedrich (1865–1913), baltendeutscher Architekt und Techniker
- Scheffel, Gerda (1926–2022), deutsche Übersetzerin und Dramaturgin
- Scheffel, Helmut (1925–2010), deutscher Journalist und Übersetzer
- Scheffel, Herbert, deutsch-südafrikanischer Eisenbahningenieur
- Scheffel, Johan Henrik (1690–1781), schwedischer Maler
- Scheffel, Johann (1501–1554), deutscher Schulmann, Jurist, Ratsherr und Bürgermeister von Leipzig
- Scheffel, Joseph Victor von (1826–1886), Schriftsteller, DichterJoseph Victor von Scheffel (1826–1886)

Joseph Victor von Scheffel (1826–1886)

- Scheffel, Josephine (1803–1865), deutsche Salonnière, Schriftstellerin und Philanthropin
- Scheffel, Kay (* 1961), deutscher Comedian, Entertainer und Bauchredner
- Scheffel, Michael (* 1958), deutscher Literaturwissenschaftler und Hochschullehrer, Professor für Neuere deutsche Literaturgeschichte und Allgemeine Literaturwissenschaft
- Scheffel, Oliver (* 1980), deutscher Schauspieler und Synchron-, Hörbuch-, Hörspiel- und Offsprecher
- Scheffel, Rudolf (1901–1943), deutscher Kommunist und Widerstandskämpfer
- Scheffel, Tobias (* 1964), deutscher literarischer Übersetzer
- Scheffel, Tom (* 1994), deutscher Fußballspieler
- Scheffel, Viktor-Hugo (* 1899), deutscher Manager
- Scheffel, Werner (1912–1996), deutscher Bildhauer und Grafiker
- Scheffelmeier, Christopher (* 1983), deutscher Radio- und Fernseh-Moderator
- Scheffels, Oliver, deutscher Kirchenmusiker und Chorleiter
- Scheffelt, Ernst (1885–1969), deutscher Biologe und Heimatforscher
- Scheffelt, Johann Michael (1795–1853), Vogt von Steinen, Abgeordneter des Verfassungsgebenden Versammlung des Badischen Landtages 1849
- Scheffen, Erika (1921–2008), deutsche Juristin und Richterin am Bundesgerichtshof
- Scheffenegger, Max (1883–1963), österreichischer Rechtsanwalt und Richter
- Scheffer von Leonhardshoff, Johann (1795–1822), österreichischer Maler, Nazarener
- Scheffer, Ary (1795–1858), französischer MalerAry Scheffer (1795–1858)

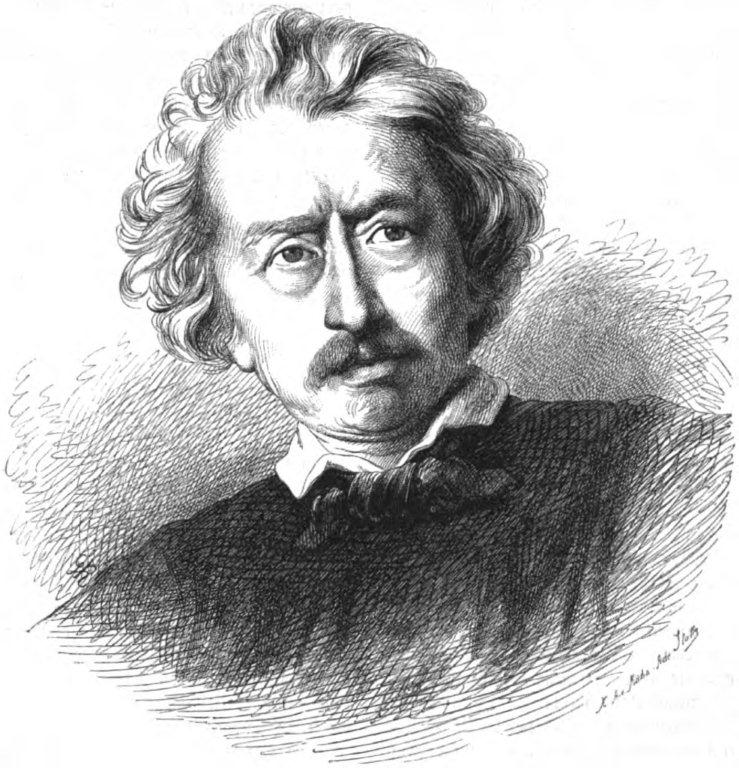
Ary Scheffer (1795–1858)

- Scheffer, Bernd (* 1947), deutscher Literaturwissenschaftler
- Scheffer, Bernhard (1834–1887), deutscher Bürgermeister, Mitglied des Provinziallandtages der Provinz Hessen-Nassau
- Scheffer, Emil Robert (1821–1902), deutscher Apotheker und Chemiker
- Scheffer, Ewald Theodor von (1812–1898), preußischer Generalmajor
- Scheffer, Fernando (* 1998), brasilianischer Schwimmer
- Scheffer, Friedrich (1776–1834), deutscher Gastwirt, Ackermann, Branntweinbrenner und Abgeordneter
- Scheffer, Friedrich (1794–1872), deutscher Jurist und Abgeordneter
- Scheffer, Friedrich (1800–1879), deutscher konservativer Politiker im Kurfürstentum Hessen
- Scheffer, Fritz (1899–1979), deutscher Bodenkundler
- Scheffer, Gerrit (* 1949), niederländischer Radrennfahrer
- Scheffer, Hans-Heinrich (1903–1981), deutscher Politiker (DRP), MdL
- Scheffer, Hanss, Einungsmeister Grafschaft Hauenstein (1544)
- Scheffer, Heinrich (1808–1846), Schriftsteller; Bürgermeister von Kirchhain
- Scheffer, Heinz (1896–1977), deutscher Konteradmiral (Ing.) der Kriegsmarine
- Scheffer, Henry (1798–1862), französischer Maler
- Scheffer, Ingrid (* 1958), australische Pädiaterin und Neurologin
- Scheffer, Johann Theodor von (1687–1745), württembergischer Geheimer Rat, Oberhofkanzler
- Scheffer, Johannes (1621–1679), deutsch-schwedischer Gelehrter
- Scheffer, Karl-Heinz, deutscher Kanu-Sportler
- Scheffer, Lionel (1903–1966), kanadischer Ordensgeistlicher und römisch-katholischer Apostolischer Vikar von Labrador
- Scheffer, Louis (1799–1865), deutscher Gutsbesitzer und Abgeordneter
- Scheffer, Ludwig Christoph († 1731), deutscher reformierter Geistlicher; Pietist
- Scheffer, Marten (* 1958), niederländischer Ökologe und Limnologe
- Scheffer, Mechthild (* 1938), deutsche Autorin, Heilpraktikerin und Vertreterin der Bach-Blütentherapie
- Scheffer, Otto (1811–1882), deutscher Landwirt und Abgeordneter
- Scheffer, Paul (1877–1916), deutscher Maler
- Scheffer, Paul (1883–1963), deutscher Journalist
- Scheffer, Paul (* 1954), niederländischer Soziologe
- Scheffer, Per (1718–1790), schwedischer Feldmarschall
- Scheffer, Pi (1909–1988), niederländischer Komponist und Dirigent
- Scheffer, Reinhard der Ältere (1529–1587), deutscher Jurist und Staatsmann
- Scheffer, Reinhard der Jüngere (1561–1623), deutscher Jurist und Staatsmann
- Scheffer, Reinhard der Jüngste (1590–1656), deutscher Jurist und Staatsmann
- Scheffer, Robert (1859–1934), österreichischer Landschaftsmaler
- Scheffer, Sebastian (1631–1686), deutscher Mediziner
- Scheffer, Thassilo von (1873–1951), deutscher Dichter
- Scheffer, Theodor (1872–1945), deutscher Pädagoge und Dozent in Jena
- Scheffer, Thomas (* 1967), deutscher Soziologe
- Scheffer, Valentin (1803–1871), deutscher Landwirt und Abgeordneter
- Scheffer, Victor Blanchard (1906–2011), US-amerikanischer Meeresbiologe
- Scheffer, Vitus (1648–1717), österreichischer katholischer Theologe, Philosoph und Mathematiker; Autor; Mitglied des Jesuitenordens
- Scheffer, Vladimir (1950–2023), US-amerikanischer Mathematiker
- Scheffer, Wilhelm (1803–1883), deutscher reformierter Theologe, Geistlicher und Hochschullehrer
- Scheffer, Wilhelm (1844–1898), deutscher Verwaltungsjurist, Richter und Politiker, MdR
- Scheffer-Boichorst, Paul (1843–1902), deutscher Historiker
- Scheffer-Boichorst, Theodor (1819–1898), deutscher Politiker
- Scheffer-Boyadel, Reinhard von (1851–1925), preußischer General der InfanterieReinhard von Scheffer-Boyadel (1851–1925)

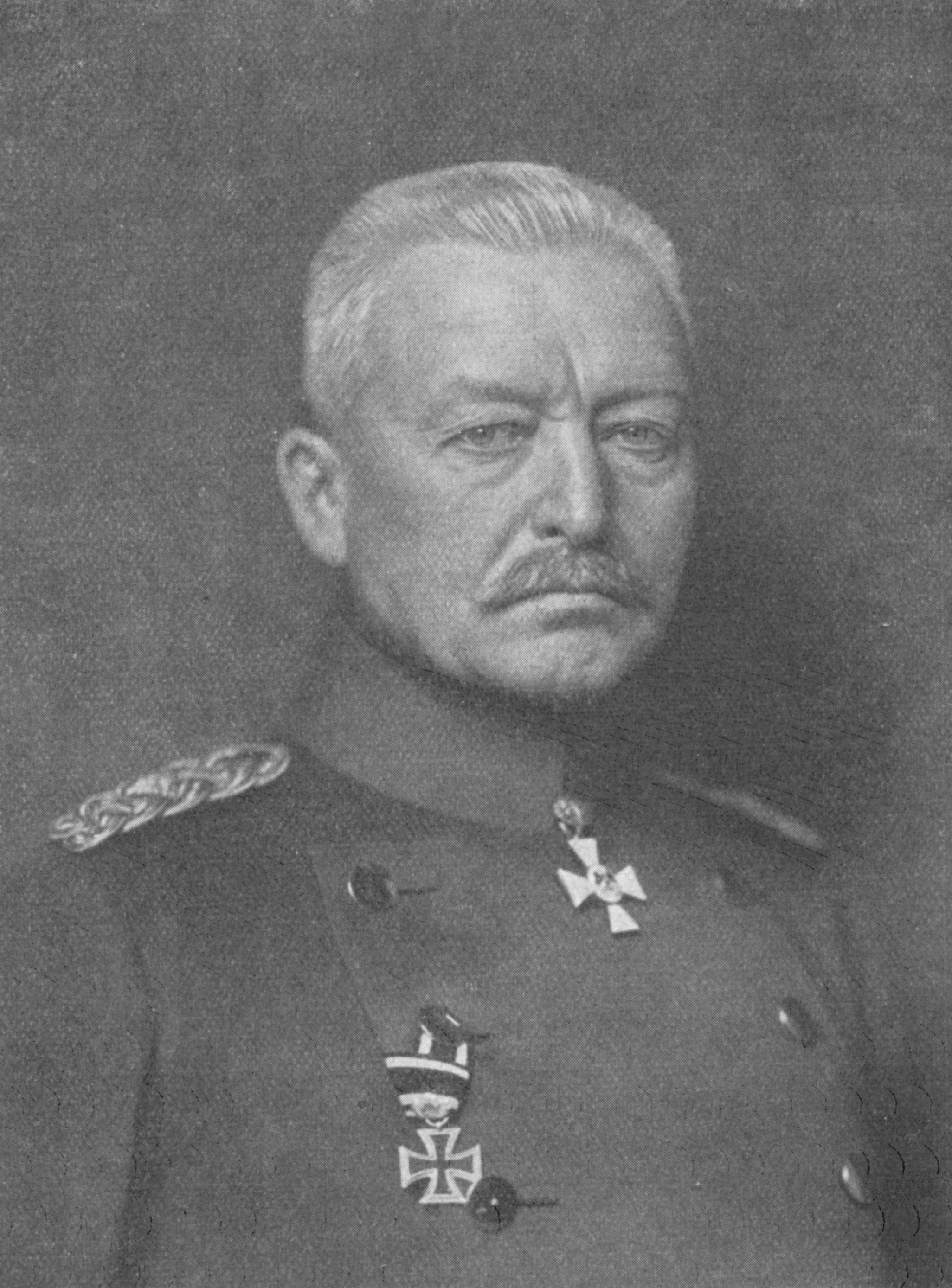
Reinhard von Scheffer-Boyadel (1851–1925)

- Scheffers, August (1832–1888), deutscher Architekt und Hochschullehrer
- Scheffers, Georg (1866–1945), deutscher Mathematiker
- Scheffers, Maikel (* 1982), niederländischer Rollstuhltennisspieler
- Schefferski, Roland (* 1956), deutsch-polnischer Objekt- und Installationskünstler
- Scheffknecht, Adolf (1914–1941), österreichischer Turner
- Scheffknecht, Beate (* 1990), österreichische Handballspielerin
- Scheffknecht, Hermann (1891–1982), österreichischer Unternehmer
- Scheffknecht, Sabine (* 1978), österreichische Politikerin (NEOS), Landtagsabgeordnete
- Scheffknecht, Wolfgang (* 1959), österreichischer Historiker, Pädagoge und Archivar
- Scheffl, Günter (1944–2004), österreichischer Fußballspieler
- Scheffler, Adolf (1828–1913), deutscher Maschinenbauingenieur und Hochschullehrer
- Scheffler, Alois (1915–2014), deutscher Fußballfunktionär
- Scheffler, Andreas (* 1966), deutscher Autor und Herausgeber
- Scheffler, Arno (* 1939), deutscher Kameramann
- Scheffler, Axel (* 1957), deutscher KinderbuchautorAxel Scheffler (* 1957)

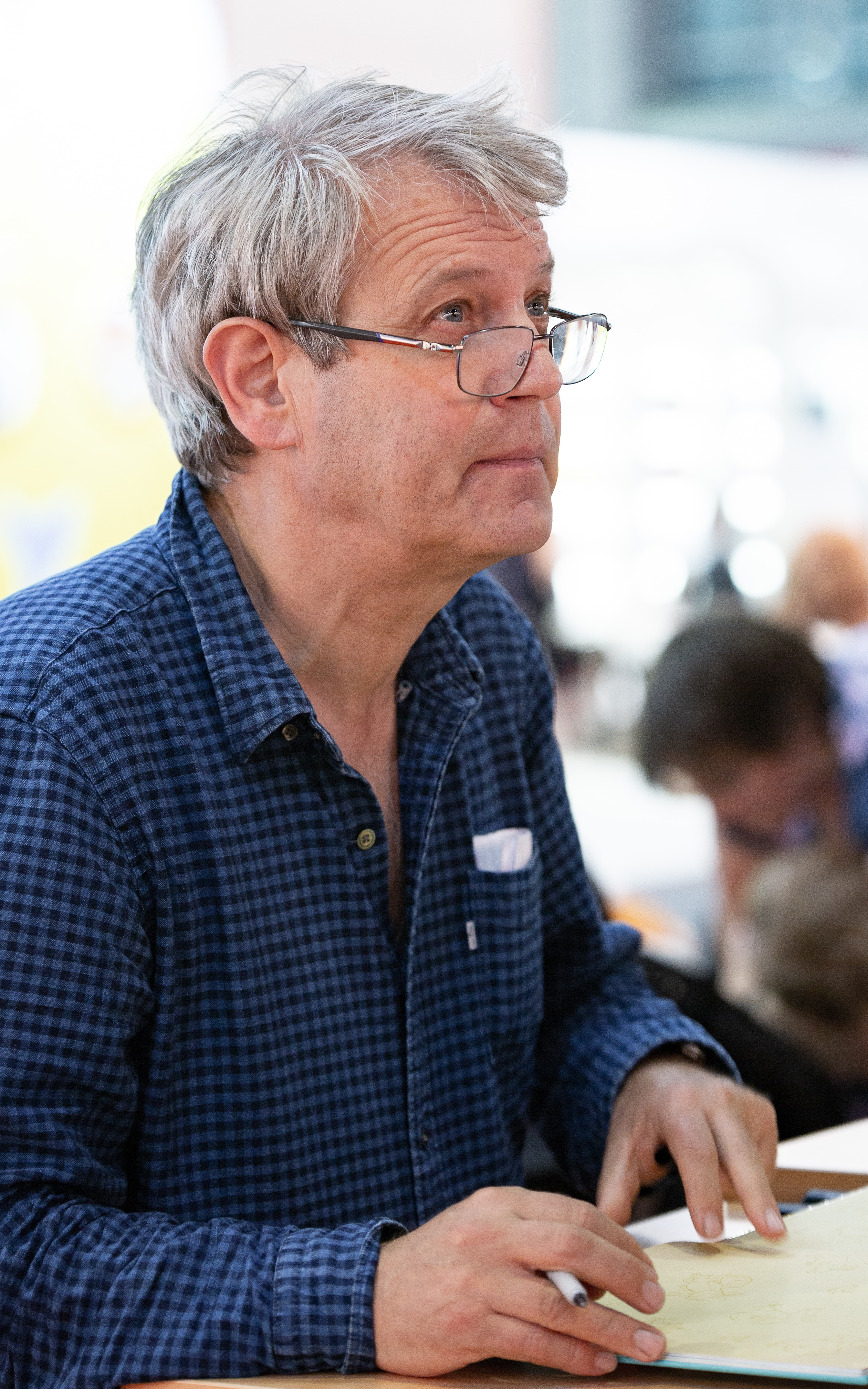
Axel Scheffler (* 1957)

- Scheffler, Beate (* 1952), deutsche Politikerin (SPD), MdL
- Scheffler, Béla (1902–1942), sowjetischer Architekt
- Scheffler, Bernd (* 1947), deutscher Politiker (CDU), MdL
- Scheffler, Christian (* 1954), deutscher Orgelbauer
- Scheffler, Christian (* 1972), deutscher Handballspieler
- Scheffler, Christoph Thomas (1699–1756), deutscher Maler des Barock und des Rokoko
- Scheffler, Dietrich (* 1937), deutscher Patentanwalt
- Scheffler, Erich (1898–1945), deutscher Spediteur und Judenretter
- Scheffler, Erna (1893–1983), deutsche Juristin, Richterin des Bundesverfassungsgerichts
- Scheffler, Ernst (1891–1954), deutscher Politiker (KPD/SED)
- Scheffler, Ernst Ulrich (* 1944), deutscher Architekt und Hochschullehrer
- Scheffler, Erwin (1927–2009), deutscher Fußballspieler
- Scheffler, Felix (1915–1986), deutscher Admiral der Volksmarine und Politiker (DBD), MdV
- Scheffler, Felix Anton (1701–1760), deutscher Maler des Barock und des Rokoko
- Scheffler, Florian (* 1972), deutscher Musiker
- Scheffler, Franziska (* 1964), deutsche Chemikerin
- Scheffler, Franziska (* 1989), deutsche Triathletin
- Scheffler, Georg (1877–1933), deutscher Politiker (SPD) und Mitglied des Provinziallandtages der Provinz Hessen-Nassau
- Scheffler, Georg (1891–1975), deutscher Jurist, Richter am Bundesgerichtshof
- Scheffler, Georg Anton Christoph (1762–1825), deutscher Pädagoge und Philologe
- Scheffler, Gerhard (1894–1977), deutscher Verwaltungsjurist (NSDAP), Oberbürgermeister von Posen (1939–1945) und Sozialpolitiker in der Bundesrepublik
- Scheffler, Hannah (* 1999), deutsche Fußballspielerin
- Scheffler, Heini (1925–2020), deutscher Grafiker
- Scheffler, Helmut (1928–2008), deutscher Astronom
- Scheffler, Herbert (1899–1947), deutscher Autor
- Scheffler, Hermann (1820–1903), deutscher Ingenieur, Mathematiker und Physiker
- Scheffler, Hermann (1893–1933), deutscher Kommunalpolitiker (KPD), Stadtverordneter von Berlin
- Scheffler, Hermann (1920–1983), deutscher Politiker (SPD), MdL, MdB
- Scheffler, Horst (1934–2018), deutscher Mineraloge, Geologe und Museumsleiter
- Scheffler, Horst (* 1935), deutscher Maler und Grafiker
- Scheffler, Horst (* 1945), deutscher evangelischer Theologe
- Scheffler, Ingrid (* 1955), deutsche Medienwissenschaftlerin
- Scheffler, Israel (1923–2014), US-amerikanischer Erziehungswissenschaftler und Philosoph
- Scheffler, János (1887–1952), Bischof der römisch-katholischen Kirche von Oradea Mare und Satu Mare
- Scheffler, Jens (* 1960), deutscher Enduro-Europameister und Six-Days-Gewinner
- Scheffler, Johann Ludwig von (1852–1925), deutscher Kunsthistoriker
- Scheffler, Johann Peter Ernst von (* 1739), deutscher Arzt und Mineraloge
- Scheffler, Johannes (1879–1944), deutscher Wirtschaftswissenschaftler und Professor in Dresden
- Scheffler, John Julia (1867–1942), deutscher Komponist und Dirigent
- Scheffler, Karl (1869–1951), deutscher Kunstkritiker und PublizistKarl Scheffler (1869–1951)

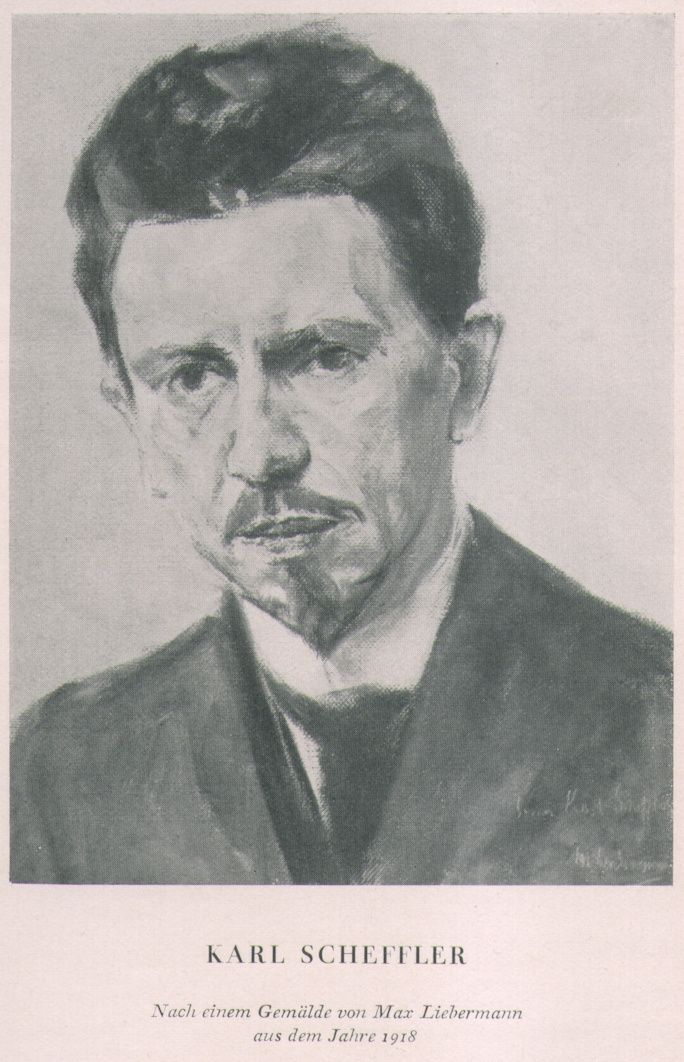
Karl Scheffler (1869–1951)

- Scheffler, Karl von (1820–1898), preußischer General der Infanterie
- Scheffler, Martin (1919–2013), deutscher Ingenieur und Professor
- Scheffler, Matthias (* 1951), deutscher theoretischer Festkörperphysiker
- Scheffler, Matthias (* 1980), deutscher Krebsforscher
- Scheffler, Michael (* 1954), deutscher Politiker (SPD), MdL
- Scheffler, Michael (* 1973), deutscher Politiker (CDU), MdL
- Scheffler, Paul (* 1907), deutscher NDPD-Funktionär
- Scheffler, Paul Friedrich (1895–1985), deutscher Rechtsanwalt und Politiker (LDPD, FDP), MdA
- Scheffler, Richard (1891–1973), deutscher Architekt
- Scheffler, Rike (* 1985), deutsche Lyrikerin, Performerin und Musikerin
- Scheffler, Rudolf (1884–1973), deutsch-amerikanischer Maler und Grafiker
- Scheffler, Samuel (* 1951), US-amerikanischer Philosoph und Hochschullehrer
- Scheffler, Scottie (* 1996), US-amerikanischer GolfsportlerScottie Scheffler (* 1996)

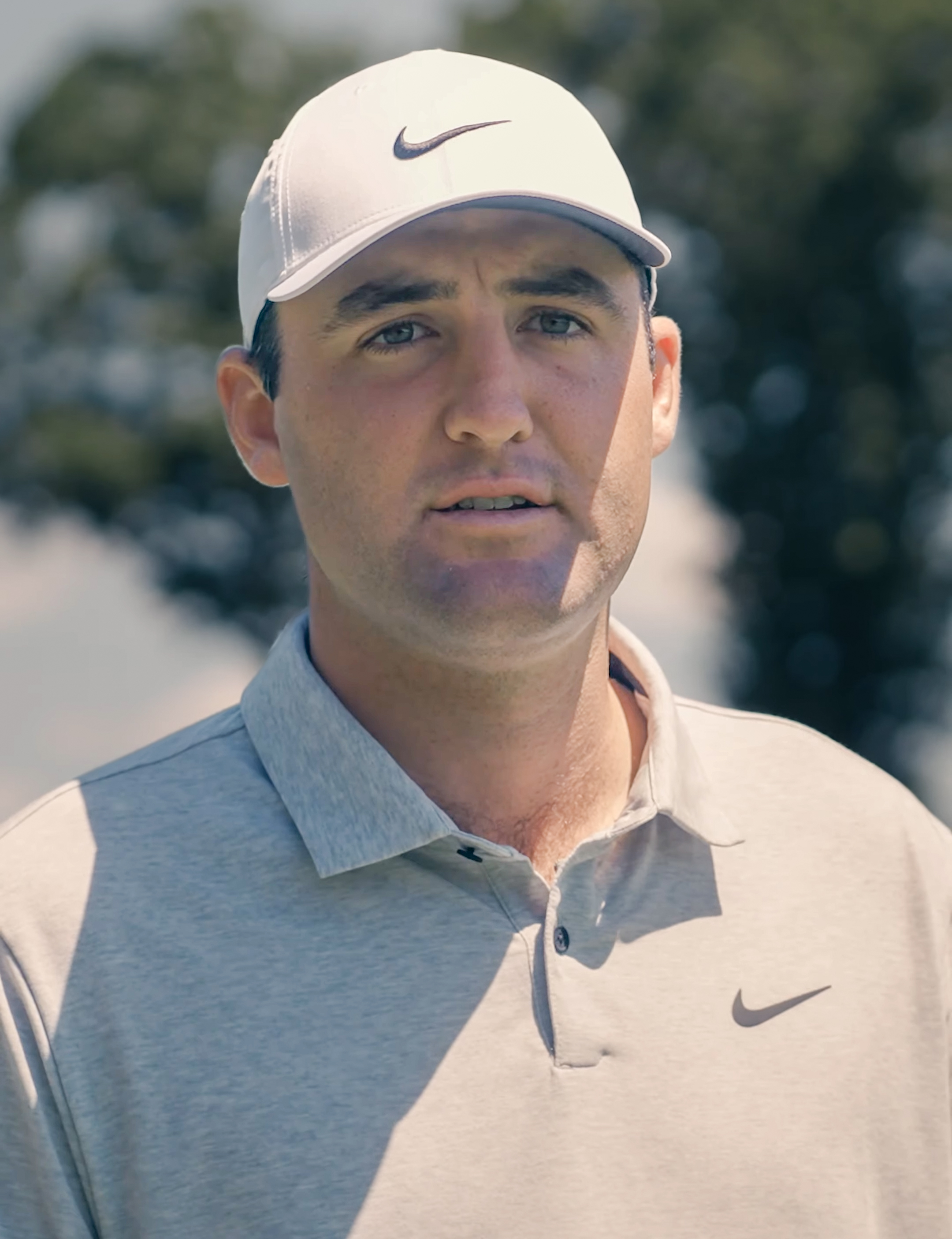
Scottie Scheffler (* 1996)

- Scheffler, Siegfried (1892–1969), deutscher Komponist, Dirigent und Musikkritiker
- Scheffler, Siegfried (* 1944), deutscher Politiker (SPD), MdB
- Scheffler, Steve (* 1967), US-amerikanischer Basketballspieler
- Scheffler, Tom (* 1954), US-amerikanischer Basketballspieler
- Scheffler, Tony (* 1983), US-amerikanischer Footballspieler
- Scheffler, Ulrike (* 1974), deutsche Fernsehmoderatorin
- Scheffler, Ursel (* 1938), deutsche KinderbuchautorinUrsel Scheffler (* 1938)

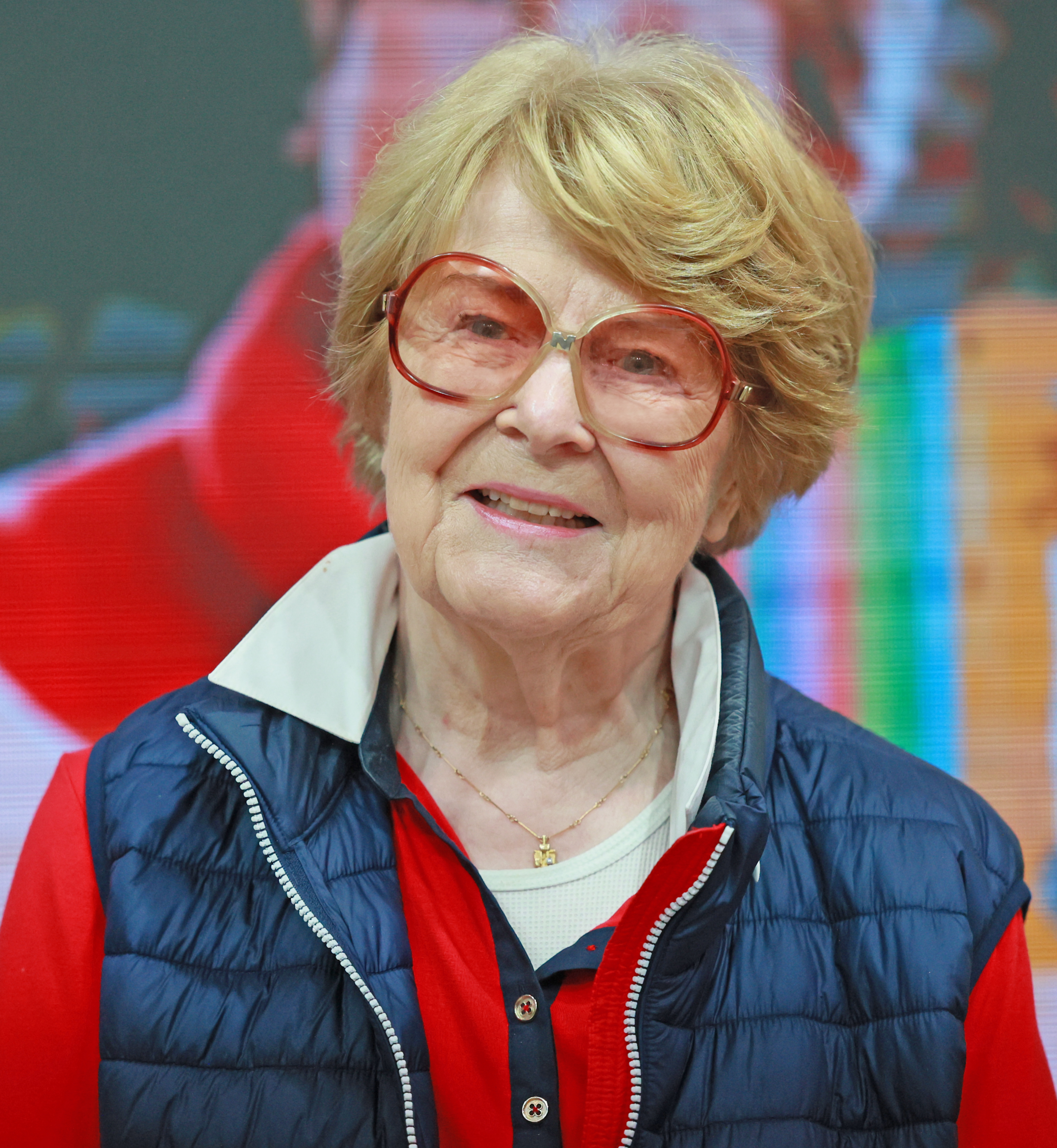
Ursel Scheffler (* 1938)

- Scheffler, Ute (* 1944), deutsche Keramikerin und Politikerin (Grüne), MdL
- Scheffler, Uwe (1956–2021), deutscher Rechtswissenschaftler und Hochschullehrer
- Scheffler, Walter (1880–1964), deutscher Buchbinder und Lyriker
- Scheffler, Werner (1921–2013), deutscher Tischtennisfunktionär
- Scheffler, Wilhelm (1847–1913), deutscher Romanist und Stenograf
- Scheffler, Wolfgang (1902–1992), deutscher Kunsthistoriker
- Scheffler, Wolfgang (1929–2008), deutscher Politologe, Historiker und Hochschullehrer
- Scheffler, Wolfram (* 1956), deutscher Ökonom und Hochschullehrer
- Scheffler, Wolfram Adalbert (* 1956), deutscher Maler und Zeichner
- Scheffmacher, Johann Jakob (1668–1733), deutscher Jesuitenpater, römisch-katholischer Theologe und Hochschullehrer
- Scheffner, Dieter (1930–2009), deutscher Neuropädiater, Epileptologe und Hochschullehrer
- Scheffner, Johann Georg (1736–1820), deutscher Schriftsteller
- Scheffner, Manfred (1939–2019), deutscher Jazzdiskograph
- Scheffner, Manfred (1942–2015), deutscher Fußballschiedsrichter
- Scheffner, Philip (* 1966), deutscher Filmemacher
- Scheffold, Adolf (1893–1946), deutscher Politiker
- Scheffold, Andreas (* 1854), württembergischer Oberamtmann
- Scheffold, Frank (* 1969), deutsch-schweizerischer Physiker und Hochschullehrer
- Scheffold, Gerd (* 1954), deutscher Politiker (CDU), MdL
- Scheffold, Hansludwig (1926–1969), deutscher Politiker (CDU), Oberbürgermeister von Schwäbisch Gmünd
- Scheffold, Heiner (* 1962), deutscher Politiker
- Scheffold, Maria († 1970), deutsche Schachspielerin
- Scheffold, Stefan (* 1959), deutscher Politiker (CDU), MdL
- Scheffran, Jürgen (* 1957), deutscher Physiker, Konfliktforscher und Hochschullehrer
- Scheffter, Zacharias (1568–1626), deutscher Philologe, Pädagoge und Hochschullehrer

### Schefk
- Schefke, Siegbert (* 1959), deutscher JournalistSiegbert Schefke (* 1959)

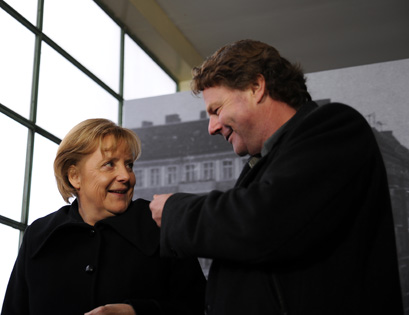
Siegbert Schefke (* 1959)

### Schefn
- Schefner, Wadim Sergejewitsch (1915–2002), russischer Schriftsteller

### Schefo
- Schefold, Bertram (* 1943), Schweizer Wirtschaftswissenschaftler
- Schefold, Dian (* 1936), schweizerischer Rechtswissenschaftler und Hochschullehrer in Berlin und Bremen
- Schefold, Karl (1905–1999), deutsch-schweizerischer Klassischer Archäologe
- Schefold, Max (1896–1997), deutscher Kunsthistoriker
- Schefold, Reimar (* 1938), Schweizer Anthropologe und Hochschullehrer
- Schefold, Rudolf (* 1929), deutscher Fußballspieler
- Schefold, Serafin (* 1996), deutscher Kunstradsportler
- Schefold, Wilhelm (1894–1985), deutscher Ministerialbeamter

### Schefr
- Schefranek, Gustav (1862–1935), österreichischer Theaterschauspieler, -regisseur und Bühnenautor

### Schefs
- Schefsky, Josephine († 1912), deutsche Theaterschauspielerin und Opernsängerin (Alt)

### Scheft
- Scheftelowitz, Isidor (1875–1934), Indologe, Iranist, Volkskundler und Rabbiner
- Schefter, Karla (* 1942), deutsche Krankenschwester und Leiterin eines Krankenhauses in Afghanistan
- Schefts, Michael (* 1973), österreichischer Schauspieler

### Schefv
- Schefvert, Ulf (* 1957), schwedischer Handballspieler und -trainer